# El lladre de barrufets
El lladre de barrufets (en el francès original, Le Voleur de Schtroumpfs) és el segon còmic de la sèrie Els barrufets, escrita i dibuixada per Peyo per a la seva publicació en 1959. És la primera vegada que apareix en Gargamel i el seu gat Azrael.

## Trajectòria editorial
Es va publicar per primera vegada amb el núm 1130 de la revista Spirou, com a part de la col·lecció de minirelats inclosos a la revista fins a 1975.
En 1963 va ser inclòs en l'àlbum titulat Els barrufets negres, al costat d'aquest còmic i El barrufet volador.
Va ser traduït al català per Ediciones junior.

## Argument
Un bruixot anomenat Gargamel vol crear la pedra filosofal que converteix els metalls en or, i el seu llibre diu que un dels ingredients necessaris és un barrufet. Després esbrinar el que és un barrufet, i la seva addicció a l'arítjol, partix amb el seu gat Azrael a instal·lar un parany en el bosc i caça un barrufet.
En descobrir-ho tots els barrufets van a la casa del bruixot a rescatar el presoner. Gargamel, per la seva banda, té problemes per mantenir a ratlla Azrael, que desitja cruspir el barrufet.
Cada vegada que en Gargamel va a buscar algun ingredient en una altra sala, els barrufets fan un intent d'alliberar al presoner, però sempre han de tornar a amagar-se abans d'aconseguir res quan el bruixot torna.
Gargamel acaba gairebé tota la fórmula, però ha d'escalfar-la amb els primers raigs del sol abans d'afegir a barrufet, així que se'n va a dormir mentrestant. Els barrufets decideixen que la millor manera d'alliberar al presoner és aconseguir la clau del cadenat de la seva gàbia; el problema està que no la troben i la recerca es dificulta més quan Azrael desperta i tracta de caçar als barrufets. Finalment troben la clau i l'alliberen.
Gargamel desperta i veu que els barrufets s'han anat, així que decideix prendre el seu elixir per transformar-se en gegant i anar per ells, però un parell de barrufets van estar abans canviant les pocions de les seves flascons, i en Gargamel acaba bevent un elixir que disminueix l'alçada.